# Brzostownica japońska

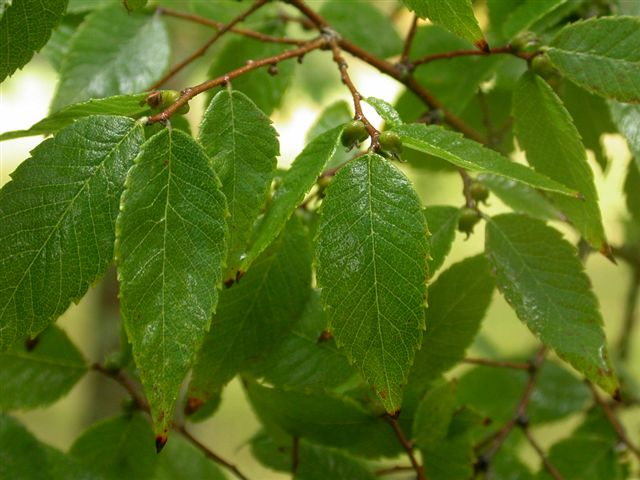
Liście

Brzostownica japońska (Zelkova serrata) – gatunek roślin z rodziny wiązowatych.  Pochodzi z Dalekiego Wschodu (Japonia, Korea, wschodnie Chiny). Gatunek podobny: brzostownica kaukaska (Zelkova carpinifolia).

## Morfologia
PokrójDrzewo zrzucające liście na zimę, często wielopniowe, osiąga zwykle do 20 m wysokości. Korona kulista, u starszych drzew szeroka do parasolowatej.
LiściePojedyncze, owalne, zaostrzone, piłkowane.
OwoceNiewielkie pestkowce.
KoraPoczątkowo gładka, szara; później łuszcząca się, odsłaniając żółtawo-brązowe warstwy.

## Zastosowanie
Sadzone jako drzewo ozdobne, przy ulicach i w parkach. Wykorzystywane także jako bonsai. W Japonii drewno stosowane do budowy świątyń.